# Комо (футбольний клуб)
«Комо» (італ. Como) — професійний італійський футбольний клуб з однойменного міста. Виступає у Серії А Італії. Домашні матчі проводить на стадіоні «Джузеппе Сінігалья», який вміщує 13 602 глядача.

## Історія
Футбольний клуб «Комо» був організований в однойменному місті у 1907 році під назвою Como Foot-Ball-Club. У 1910 році клуб став членом Футбольної Федерації Італаї і почав виступати в різних регіональних турнірах. У 1926 році клуб злившися з командою «Есперія» і отримав нову назву «Коменсе». У 1936 році назва змінилась на AS Como, а у 1938 році, після об'єднання з командою «Ардіта» — на AC Como. 
Максимум чого вдалося досягти «Комо» до початку Другої світової війни — це піднятися до Серії В. Вперше в своїй історії «Комо» вийшов у Серію А у 1949 році і грав там протягом чотирьох років, зайнявши в перший сезон досить високу шосту позицію, до вильоту в Серію B. Наступні 20 сезонів «Комо» провів в Серії B і Серії C. Після виходу e 1978 році в Серію C1, команда була перебудована і дісталася до Серії A у 1980 році. Після двох сезонів у Серії А «Комо» знову вилетів у Серію B, однак через рік повернувся в еліту і провів один з найнадійніших відрізків у своїй історії, в результаті якого в сезоні 1985-86 зайняв дев'яте місце в Серії A. Але «Комо» не зміг втримати нові позиції і у 1989 році знову вилетів у Серію B, а потім і в Серію C1.
Новий підйом в історії клубу відбувся в початку XXI століття, в 2001 році команда Лоріса Домініссіні виграє Серію С1, а через рік займає перше місце у Серії В. У 2002 році клуб повернувся до Серії А. Але «Комо» зміг протриматися в топ-лізі всього один сезон і вилетів. Крім того, домашній стадіон «Комо» «Джузеппе Сінігалья» був підданий дисквалифікації, у зв'язку поведінкою уболівальників. У наступні сезони «Комо» скотився до Серії C2 і команда була виключена з професійної футболу, у зв'язку з процедурою банкрутства у грудні 2004-го. Інвесторів, які б хотіли взятися за збанкрутілий клуб, на той момент не знайшлося. У 2004 році з'являється новий «Комо» (Calcio Como), але в тих же кольорах, з тим же гербом і історією. Нова команда починає з Серії D і в 2008 році виходить у Серію С, принагідно вигравши Кубок Серії D.
У 2016 році клуб оголосили банкрутом та понизили до Серії D. У 2020 році клуб підвищується до Серії С, а в наступному сезоні і до Серії B. У сезоні 2023-24 посіли 2 місце в Серії B і вийшли до Серії A.

## Основний склад
Станом на 4 лютого 2025

| №  | Поз. | Нац.        | Гравець                              |
| -- | ---- | ----------- | ------------------------------------ |
| 20 | ПЗ   | Англія      | Деле Аллі                            |
| 2  | ЗХ   | Німеччина   | Марк-Олівер Кемпф                    |
| 3  | ЗХ   | Італія      | Марко Сала                           |
| 4  | ПЗ   | Кот-д'Івуар | Бен Лассін Коне                      |
| 5  | ЗХ   | Італія      | Едоардо Голданіга                    |
| 6  | ПЗ   | Італія      | Алессіо Іовіне                       |
| 7  | НП   | Бразилія    | Габріел Стрефецца                    |
| 8  | ПЗ   | Італія      | Даніеле Базеллі                      |
| 9  | НП   | Італія      | Алессандро Габріеллоні               |
| 10 | НП   | Італія      | Патрік Кутроне                       |
| 11 | НП   | Італія      | Андреа Белотті                       |
| 12 | ВР   | Італія      | П'єрре Больчині                      |
| 13 | ЗХ   | Італія      | Альберто Доссена                     |
| 14 | НП   | Ірак        | Алі Джасім                           |
| 15 | ЗХ   | Бразилія    | Феліпе Джек (в оренді з «Палмейрас») |
| 16 | НП   | Гамбія      | Алью Фадера                          |

| №  | Поз. | Нац.      | Гравець                                        |
| -- | ---- | --------- | ---------------------------------------------- |
| 17 | НП   | Італія    | Альберто Черрі                                 |
| 18 | ЗХ   | Іспанія   | Альберто Морено                                |
| 20 | ПЗ   | Іспанія   | Сержі Роберто                                  |
| 22 | ВР   | Італія    | Мауро Вігоріто                                 |
| 23 | ПЗ   | Аргентина | Максімо Перроне (в оренді з «Манчестер Сіті»)  |
| 25 | ВР   | Іспанія   | Пепе Рейна                                     |
| 26 | ПЗ   | Німеччина | Яннік Енгельгардт                              |
| 27 | ПЗ   | Австрія   | Маттіас Браунедер                              |
| 33 | ПЗ   | Франція   | Люка Да Кунья                                  |
| 36 | ПЗ   | Італія    | Лука Маццітеллі (в оренді з «Фрозіноне»)       |
| 58 | ПЗ   | Італія    | Джузеппе Маццалья                              |
| 77 | ЗХ   | Бельгія   | Ігнасі Ван дер Бремпт (в оренді з «Зальцбург») |
| 79 | ПЗ   | Аргентина | Ніко Пас                                       |
| 90 | ПЗ   | Італія    | Сімоне Верді                                   |
| 93 | ЗХ   | Італія    | Федеріко Барба                                 |